# روتوش (فیلم)
روتوش فیلمی به کارگردانی و نویسندگی کاوه مظاهری، محصول سال ۱۳۹۵ (۲۰۱۷) است که به تهیه‌کنندگی مشترک کاوه مظاهری و انجمن سینمای جوانان ایران ساخته شد. این فیلم یکی از موفق‌ترین فیلم‌های کوتاه ایرانی است که موفق به دریافت جایزه بهترین فیلم کوتاه از جشن خانه سینما و جشنواره فیلم فجر و بهترین فیلم جشنواره‌های بین‌المللی متعددی مانند ترایبکا، کراکوف، پالم اسپرینگز و تراورس سیتی شد.
روتوش در عرض سه ماه، به خاطر کسب جایزه از سه جشنواره مورد تأیید آکادمی اسکار، سه بار متوالی برای شرکت در رقابت جایزه آکادمی اسکار ۲۰۱۸ معرفی شد که در نوع خودش یک رکورد در تاریخ سینمای ایران است.

## خلاصه داستان
شوهر مریم جلوی چشم او جان می‌دهد و مریم فقط نگاه می‌کند.

## جوایز و نامزدی‌ها
- برنده بهترین فیلم کوتاه داستانی (کاوه مظاهری) و نامزد بهترین کارگردانی (کاوه مظاهری)، بهترین فیلم‌نامه (کاوه مظاهری) و بهترین تدوین (پویان شعله‌ور) از هفتمین جشن مستقل فیلم کوتاه ایران، خانه سینما (ایران ۱۳۹۵)
- برنده سیمرغ بلورین بهترین فیلم کوتاه از جشنواره فیلم فجر (ایران ۱۳۹۵)
- برنده بهترین فیلم کوتاه داستانی از جشنواره فیلم ترایبکا (آمریکا ۲۰۱۷)
- برنده بهترین فیلم کوتاه داستانی از جشنواره فیلم کراکوف (لهستان ۲۰۱۷)
- برنده بهترین فیلم کوتاه داستانی بالای ۱۵ دقیقه از جشنواره بین‌المللی فیلم کوتاه پالم اسپرینگز (آمریکا ۲۰۱۷)
- برنده بهترین فیلم کوتاه داستانی از جشنواره بین‌المللی فیلم تراورس سیتی (جشنواره مایکل مور) (آمریکا ۲۰۱۷)
- نامزد بهترین فیلم کوتاه داستانی در جشنواره بین‌المللی فیلم مسکو (روسیه ۲۰۱۷)
- برنده بهترین فیلم از دید تماشاگران، نامزد جایزه بزرگ از جشنواره بین‌المللی فیلم کوتاه ویلادوکنده (پرتغال ۲۰۱۷)
- نامزد بهترین فیلم داستانی جشنواره بین‌المللی بین‌المللی فیلم دوربان (آفریقای جنوبی ۲۰۱۷)
- نامزد بهترین فیلم کوتاه داستانی جشنواره داکوفست (کوزوو ۲۰۱۷)